# Юриссон, Ильмар Юрьевич
Ильмар Юрьевич Юриссон (эст. Ilmar Jürisson; 13 июля 1912, Лехтметса, Халинга, Перновский уезд, Лифляндская губерния — 13 февраля 1985, Таллин) — советский эстонский государственный и хозяйственный деятель, учёный, командир партизанского отряда в годы Великой Отечественной войны, депутат Верховного совета СССР 2-го созыва, лауреат Государственной премии СССР (1971).

## Биография
Окончил сельскохозяйственный колледж (1936). В 1936—1940 годах был на заработках в Дании. После установления советской власти в Эстонии вернулся в страну, занимал должности председателя исполкома волостного совета Халинга и секретаря исполкома уездного совета Пярнумаа.
В годы немецко-фашистской оккупации возглавлял партизанский отряд, действовавший в регионе Пярнумаа. Прошёл подготовку в партизанской школе в Иваново, после чего был осенью 1943 года был заброшен за линию фронта, его партизанский отряд действовал до освобождения Эстонии советскими войсками.
После окончания войны в 1944—1946 и 1947—1949 годах был председателем исполкома Пярнуского районного совета. В апреле 1946 — феврале 1947 годов был министром животноводства Эстонской ССР, а в 1949—1950 и 1957—1959 годах — заместителем министра сельского хозяйства. Окончил Высшую партийную школу ЦК КПСС (1948) и Эстонскую сельскохозяйственную академию (1953).
В 1950-е годы работал директором сельскохозяйственных техникумов в Вяймела и Кехтне. В 1959—1979 годах — директор Эстонского института сельского хозяйства и развития сельских районов, в 1979—1985 годах — научный руководитель института. Доктор экономических наук (1977), диссертация на тему «Экономическая оценка кормов в скотоводстве Эстонской ССР и роль культурных пастбищ в развитии крупных ферм».
В 1971 году награждён Государственной премией СССР в составе коллектива архитекторов и сельскохозяйственных деятелей республик Прибалтики «за планировку и застройку сельских посёлков».
Член КПСС с 1942 года. Избирался депутатом Верховного совета СССР 2-го созыва (1946—1950), депутатом Верховного Совета Эстонской ССР (1967—1975).
Скончался 13 февраля 1985 года в Таллине. Похоронен на Лесном кладбище.

## Награды
- Два Ордена Ленина (1944, 1962)
- Орден Октябрьской Революции (1971)
- Государственная премия СССР (1971)
- Государственная премия Эстонской ССР (1967)

## Семья
Супруга Нийна Юриссон (1910—1975), трое детей — Ильмар (1942), Юри (1946) и Катрин (1947). Также у него было два брата, Антон умер молодым, а Яан (1901—1946) был убит «лесными братьями».